# Picea crassifolia
Picea crassifolia es una especie de conífera perteneciente a la familia  Pinaceae. Es endémica de China.

## Descripción
Es un árbol que alcanza los 25 metros de altura con un tronco de 60 cm de diámetro. Las hojas en forma de aguja son lineales de 1.2-3.5 cm de longitud y 2–3 mm de ancho. Las piñas con las semillas son cilíndricas y con 7–11 cm de longitud y 2-3.5 cm de ancho. Tiene semillas aladas.

## Taxonomía
Picea crassifolia fue descrita por  Vladímir Leóntievich Komarov y publicado en Botanicheskie Materialy Gerbariia Glavnogo Botanicheskogo Sada S.S.S.R. 4(23–24): 177–178. 1923.
Etimología
Picea; nombre genérico que es tomado directamente del Latín pix = "brea", nombre clásico dado a un pino que producía esta sustancia
crassifolia: epíteto latíno que significa "con hojas gruesas".